# Jelisaweta Fjodorowna Zwanziger
Jelisaweta Fjodorowna Zwanziger (russisch Елизавета Фёдоровна Цванцигер; * 1. Julijul. / 13. Juli 1846greg. in St. Petersburg; † 1921) war eine deutsch-russische Sopranistin und Gesangspädagogin.

## Leben
Jelisaweta Zwanziger stammte aus einer deutschen Familie und studierte von 1869 bis 1873 am Sankt Petersburger Konservatorium in der Klasse von Henriette Nissen-Saloman. Anschließend lehrte sie dort und wurde 1884 Professorin. Daneben lehrte sie auch bei J. P. Raphofs Musikalisch-Dramatischen Kursen. Zu ihren Schülerinnen gehörten Anna Bitschurina, Alma Fohström, Marija Sionizkaja und Lidija Swjagina.
Zwanziger trat auch als Konzertsängerin auf.